# Prințul Maurice de Battenberg
Prințul Maurice de Battenberg (Maurice Victor Donald; 3 octombrie 1891 – 27 octombrie 1914) a fost membru al Casei de Battenberg și al familiei regale britanice extinse, cel mai mic nepot al reginei Victoria. Toată viața sa a fost cunoscut sub titlul de Prințul Maurice de Battenberg și a murit înainte ca familia regală britanică să renunțe la titlurile germane în timpul Primului Război Mondial și să-și schimbe numele în Mountbatten.
Maurice a urmat prestigiosul colegiu Wellington. Tânărul prinț a servit în Primul Război Mondial ca locotenent și a fost ucis în misiune la Ypres Salient în 1914 la vârsta de 23 de ani.